# RK Borac Travnik
Le RK Borac Travnik est un club de handball situé à Travnik en Bosnie-Herzégovine.

## Palmarès
Compétitions nationales
- Championnat de Bosnie-Herzégovine (1): 1998